# Francisco Blake Mora

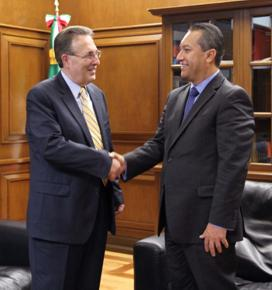
Blake Mora (rechts) bei einem Treffen mit dem Botschafter der Vereinigten Staaten in Mexiko, Anthony Wayne (2011)

José Francisco Blake Mora (* 22. Mai 1966 in Tijuana; † 11. November 2011 in Chalco de Díaz Covarrubias, Estado de México) war ein mexikanischer Politiker der Partido Acción Nacional (PAN) und von 2010 bis zu seinem Tod Innenminister seines Landes.

## Leben

### Karriere
Francisco Blake Mora studierte Rechtswissenschaften an der Universidad Autónoma de Baja California. Von 1995 bis 1998 war er gewählter Schöffe der Stadt Tijuana, von 2000 bis 2003 Bundes-Stellvertreter für den Bundeswahlausschuss Bezirk V in Baja California und von 2004 bis 2007 Abgeordneter des Kongresses in Baja California.

### Innenminister
Am 1. November 2007 wurde er zum Generalsekretär der Regierung von Baja California ernannt und war seit dem 14. Juli 2010 mexikanischer Innenminister im Kabinett von Felipe Calderón. Er galt als Hardliner in Mexikos Drogenkrieg.
Blake Mora kommandierte die Militär- und Polizeieinsätze in den Bundesstaaten Veracruz, Guerrero und Michoacán persönlich.

### Tod
Am 11. November 2011, um etwa 08.55 Uhr, starb Blake bei einem Helikopterabsturz. Mit ihm kamen sieben weitere Personen in dem Hubschrauber des Typs Aérospatiale AS 332 ums Leben. Darunter soll sich auch der mexikanische Staatssekretär für Recht und Menschenrechte, Felipe Zamora, befunden haben.
Informationsminister Dionisio Rérez Jácomo schloss ein Attentat aus. Laut seinen Angaben sei es wahrscheinlich, dass der Helikopter wegen des Nebels vom Kurs abkam und mit einem Hügel kollidierte. Er hatte keinen Flugschreiber an Bord. Jácomo kündigte an, an den Untersuchungen Experten aus den Vereinigten Staaten und Frankreich zu beteiligen.
Blake Mora war der dritte mexikanische Innenminister, der innerhalb von sechs Jahren bei einem Absturz ums Leben kam. Am 21. September 2005 starb Ramón Martín Huerta bei einem Helikopterabsturz und am 4. November 2008 stürzte der Learjet von Juan Camilo Mouriño in Mexiko-Stadt ab. Blake Moras letzte Nachricht auf Twitter beschäftigte sich mit dem Tod seines Vorgängers.